# سیارک ۸۷۳۶
سیارک ۸۷۳۶ (به انگلیسی: 8736 Shigehisa، نامگذاری:1997AD7) هشت هزار و هفتصد و سی و ششمین سیارک کشف شده‌است که در ۹ ژانویه ۱۹۹۷ کشف شد.
قدر مطلق سیارک برابر ۳۰.۹ است.